# René Ier de Rohan
René Ier de Rohan, né en 1516 et décédé le 20 octobre 1552 à Metz, 18e vicomte de Rohan, vicomte puis prince de Léon, marquis de Blain, comte de Porhoët. Il est le fils de Pierre II de Rohan-Gié (fils du maréchal Pierre Ier de Rohan-Gié) et d'Anne de Rohan elle-même fille du vicomte Jean II de Rohan et de Marie de Bretagne (Fille du Duc François Ier).

## Biographie
Marguerite, sœur du roi François Ier, eut pour les deux enfants d'Anne de Rohan, décédée en 1529, les soins maternels. Elle maria René, son préféré, avec sa belle-sœur, Isabeau d'Albret, infante de Navarre, fille de Jean III et de Catherine de Foix, souverains de Navarre le 16 août 1534 : elle introduisait ainsi le protestantisme dans la famille de Rohan. Les jeunes époux vinrent habiter le château de Blain qui fut le rendez-vous des plus illustres personnages. La reine Marguerite y fit plusieurs séjours. Le roi Henri II y fut reçu par le vicomte en 1551, entouré de toute la noblesse du pays. Il y resta dix jours, puis se rendit à Héric et de là à Nantes.
René laissa la réputation d'un vaillant soldat et d'un parfait chevalier. Il fut tué en 1552 dans un combat lors du siège de Metz.

## Descendance
De Isabeau d'Albret, il eut cinq enfants :
- Françoise de Rohan (1535-1591), qui eut une promesse de mariage de Jacques de Savoie-Nemours, non tenue en dépit de la naissance d'un fils, le prétendu duc Henri de Genevois — après 20 ans de procès, le roi Henri III de Navarre ordonna qu'on ne médise plus d'elle et l'éleva au rang de duchesse ;
- Louis de Rohan, seigneur de Gié ;
- Henri Ier de Rohan (1535-1575), vicomte de Rohan après son père ;
- Jean de Rohan (1541-1574), seigneur de Frontenay ;
- René II de Rohan (1550-1586), seigneur de Pontivy, puis vicomte de Rohan après son frère.

## Armoiries
| Blason | Blasonnement : De gueules à neuf macles d'or, posées 3, 3, 3. |